# زاویه (لیبی)
زاویه شهری است در شمال باختری کشور لیبی بر کرانه دریای مدیترانه است.
شهر زاویه مرکز استان زاویه است و در ۴۰ کیلومتری غرب طرابلس، پایتخت لیبی واقع شده‌است. نام رسمی این شهر زاویه غربی (به عربی: الزاوية الغربية) است تا از شهر دیگری به نام زاویه بیضا (به عربی: الزاوية البيضاء) که در خاور لیبی واقع شده بازشناخته شود.
شماری از میدان‌های نفتی لیبی در نزدیکی این شهر واقع شده‌اند و یکی از دو پالایشگاه اصلی لیبی نیز در زاویه قرار دارد.
تاریخ سکونت در این نقطه به زمان فنیقیان برمی‌گردد که این شهر در آن زمان اساریا نام داشت و از کانون‌های بازرگانی و دریانوردی فنیقی‌ها بود.
عرب‌ها، بربرها، یهودیان و سیاهان جمعیت این شهر را تشکیل می‌دهند.